# دهمین دوره جشن حافظ
دهمین مراسم سینمایی تلویزیونی دنیای تصویر (جشن حافظ) در تاریخ ۲۱ تیر سال ۱۳۸۶ در تالار وزارت کشور تهران برگزار شد. در این دوره فیلم‌های اکران شده در ابتدا تا پایان سال ۱۳۸۵ و همچنین سریال‌های پخش‌ شده در شبکه‌های تلویزیونی از نوروز ۱۳۸۵ تا پایان نوروز ۱۳۸۶ مورد بررسی قرار گرفته‌اند.
بهترین فیلم و بهترین مجموعه تلویزیونی این دوره به ترتیب خون‌بازی و نرگس بودند.

## برندگان و نامزدها
برندگان جایزه در سطر نخست فهرست، به صورت بزرگ نوشته می‌شوند و با یک ستاره (*) نشان داده می‌شوند.

### بخش سینمایی
| بهترین فیلم - خون‌بازی – رخشان بنی‌اعتماد و جهانگیر کوثری* - تقاطع – سعید حاجی‌میری - کافه ستاره – مصطفی شایسته - کودک و سرباز – رضا میرکریمی | بهترین کارگردانی - سامان مقدم – کافه ستاره* - ابوالحسن داوودی – تقاطع - محسن عبدالوهاب و رخشان بنی‌اعتماد – خون‌بازی - مازیار میری – به آهستگی - رسول ملاقلی‌پور – میم مثل مادر |
| بهترین بازیگر مرد - داریوش ارجمند – ازدواج به سبک ایرانی* - بیژن امکانیان – تقاطع* - پژمان بازغی – کافه ستاره - حامد بهداد – کافه ستاره - حمید جبلی – زیر درخت هلو - مسعود رایگان – خون‌بازی - مهران رجبی – کودک و سرباز - خسرو شکیبایی – چه کسی امیر را کشت؟ - محمدرضا فروتن – به آهستگی - رضا ناجی – باغ‌های کندلوس | بهترین بازیگر زن - رویا تیموریان – کافه ستاره* - فاطمه گودرزی – ازدواج به سبک ایرانی* - خاطره اسدی – تقاطع - افسانه بایگان – کافه ستاره - هانیه توسلی – کافه ستاره - نیلوفر خوش‌خلق – به آهستگی - لادن طباطبایی – ازدواج به سبک ایرانی - گلشیفته فراهانی – میم مثل مادر - بیتا فرهی – خون‌بازی - باران کوثری – خون‌بازی |
| بهترین فیلمنامه - پرویز شهبازی – به آهستگی* - محمد رضایی‌راد – کودک و سرباز - فرید مصطفوی و ابوالحسن داوودی – تقاطع | بهترین موسیقی متن - محمد سریر – ازدواج به سبک ایرانی* - محمدرضا درویشی – جایی در دوردست - آریا عظیمی‌نژاد – میم مثل مادر - گروه هال – باغ‌های کندلوس |
| بهترین فیلمبرداری - محمود کلاری – خون‌بازی* - بهرام بدخشانی – کافه ستاره - شاپور پورامین – میم مثل مادر - محمد داوودی – زمستان است - نادر معصومی – جایی در دوردست | بهترین تدوین - محمدرضا مویینی – کافه ستاره* - مصطفی خرقه‌پوش – ازدواج به سبک ایرانی - بهرام دهقانی – تقاطع - سپیده عبدالوهاب – خون‌بازی - مستانه مهاجر – آتش‌بس |
| بهترین طراحی صحنه و لباس - مجید میرفخرایی – ازدواج به سبک ایرانی* - امیرحسین اثباتی – تقاطع - ملک‌جهان خزاعی – زمستان است - آیدین ظریف – کافه ستاره - مهدی کرم‌پور – چه کسی امیر را کشت؟ | بهترین صدا - محمدرضا دلپاک – خون‌بازی* - مسعود بهنام و حسین ابوالصدق – تقاطع - اسحاق خانزادی – ازدواج به سبک ایرانی - یدالله نجفی – زمستان است |
| بهترین چهره‌پردازی - مهرداد میرکیانی – خون‌بازی* - مجید اسکندری – یک تکه نان - مهری شیرازی – میم مثل مادر - مهری شیرازی – کافه ستاره - مهین نویدی – ازدواج به سبک ایرانی | جایزه ویژه هیئت داوران - رسول ملاقلی‌پور – میم مثل مادر* |

### فیلم‌ها با نامزدی متعدد
| تعداد نامزدی‌ها | فیلم                 |
| -------------- | -------------------- |
| ۱۱             | کافه ستاره           |
| ۹              | خون‌بازی              |
| ۹              | ازدواج به سبک ایرانی |
| ۸              | تقاطع                |
| ۵              | میم مثل مادر         |
| ۴              | به آهستگی            |
| ۳              | کودک و سرباز         |
| ۳              | زمستان است           |
| ۲              | چه کسی امیر را کشت؟  |
| ۲              | باغ‌های کندلوس        |
| ۲              | جایی در دوردست       |
| ۱              | زیر درخت هلو         |
| ۱              | آتش‌بس                |
| ۱              | یک تکه نان           |
| ۱              | گرگ و میش            |

| تعداد جایزه | فیلم                 |
| ----------- | -------------------- |
| ۴           | خون‌بازی              |
| ۴           | ازدواج به سبک ایرانی |
| ۳           | کافه ستاره           |
| ۱           | تقاطع                |
| ۱           | به آهستگی            |
| ۱           | میم مثل مادر         |

### بخش تلویزیونی
| تعداد نامزدی‌ها | مجموعه         |
| -------------- | -------------- |
| ۸              | زیر تیغ        |
| ۶              | نرگس           |
| ۴              | زیرزمین        |
| ۴              | باغ مظفر       |
| ۳              | راه شب         |
| ۳              | اولین شب آرامش |
| ۲              | صاحبدلان       |
| ۲              | وفا            |

| تعداد جایزه | مجموعه   |
| ----------- | -------- |
| ۲           | نرگس     |
| ۲           | زیر تیغ  |
| ۲           | باغ مظفر |
| ۱           | راه شب   |

| تعداد نامزدی‌ها | مجموعه         |
| -------------- | -------------- |
| ۸              | زیر تیغ        |
| ۶              | نرگس           |
| ۴              | زیرزمین        |
| ۴              | باغ مظفر       |
| ۳              | راه شب         |
| ۳              | اولین شب آرامش |
| ۲              | صاحبدلان       |
| ۲              | وفا            |

| تعداد جایزه | مجموعه   |
| ----------- | -------- |
| ۲           | نرگس     |
| ۲           | زیر تیغ  |
| ۲           | باغ مظفر |
| ۱           | راه شب   |

| یک عمر فعالیت هنری - استاد جمشید مشایخی* - بهرام بیضایی* | بهترین سینماگر در عرصه مستند ، فیلم کوتاه و پویانمایی - فرهاد ورهرام – گذر شهر بر آب* - مهناز افضلی – کارت قرمز - مهرداد اسکویی – روزهای بی تقویم - حمید سهیلی – جاودانه ها - مهوش شیخ‌السلامی – ماده ۶۱ |
| بهترین خواننده تیتراژ فیلم و مجموعه تلویزیونی - مهران مدیری – باغ مظفر* - محمد اصفهانی – وفا - بنیامین بهادری – گرگ و میش - مهران زاهدی – اولین شب آرامش - محمدرضا صادقی – ازدواج به سبک ایرانی | |